# Janjići (Zenica, BiH)
Janjići su naseljeno mjesto u gradu Zenici, Federacija Bosne i Hercegovine, BiH.
U Janjićima je prema narodnoj pjesmi stolovao hrvatski ban nepoznatog imena koji se borio s Đerzelezom Alijom.

## Povijest
Naseljeno još u antici. Iz tog vremena ostali su rimski grobovi.

## Stanovništvo

### Popisi 1971. – 1991.
| Janjići            |              |              |              |
| godina popisa      | 1991.        | 1981.        | 1971.        |
| Muslimani          | 942 (92,35%) | 878 (89,86%) | 699 (87,81%) |
| Srbi               | 41 (4,01%)   | 55 (5,62%)   | 72 (9,04%)   |
| Hrvati             | 4 (0,39%)    | 1 (0,10%)    | 13 (1,63%)   |
| Jugoslaveni        | 19 (1,86%)   | 33 (3,37%)   | 1 (0,12%)    |
| ostali i nepoznato | 14 (1,37%)   | 10 (1,02%)   | 11 (1,38%)   |
| ukupno             | 1.020        | 977          | 796          |

### Popis 2013.
| Janjići            |              |
| godina popisa      | 2013.        |
| Bošnjaci           | 940 (97,81%) |
| Hrvati             | 2 (0,21%)    |
| Srbi               | 1 (0,10%)    |
| ostali i nepoznato | 18 (1,87%)   |
| ukupno             | 961          |